# Vittoncourt
Vittoncourt (lothringisch Vitonco oder Utonco) ist eine französische Gemeinde mit 389 Einwohnern (Stand 1. Januar 2022) im Département Moselle in der Region Grand Est (bis 2015 Lothringen).

## Geographie
Die Gemeinde liegt am rechten Ufer der Französischen Nied, etwa 23 Kilometer südöstlich von Metz, 16 Kilometer südsüdwestlich von Boulay-Moselle (Bolchen) und  13 Kilometer westsüdwestlich von Faulquemont (Falkenberg).
Zur Gemeinde gehört der vier Kilometer nordöstlich des Dorfkerns gelegene Wohnplatz Faux en Forêt, ein ehemaliges Kloster.

## Geschichte
Das Dorf gehörte früher zum Bistum Metz und zur Herrschaft Rollingen im Heiligen Römischen Reich. Nach der Annexion des Herzogtums Lothringen 1766 kam 1769 auch Vittoncourt an Frankreich.
Im Ortsteil Faux en Forêt gab es von 1126 bis 1603 ein Benediktinerkloster, das von der Abtei Sankt Arnulf in Metz abhängig war. Nach der Zerstörung der restlichen Gebäude im Dreißigjährigen Krieg blieb nur noch die Kapelle Notre-Dame erhalten.
Auf dem Gemeindewappen findet sich heraldisch rechts das Wappen der Abtei Sankt Arnulf in Metz, die das Patronat der Kirche hatte. Die heraldisch linke Wappenseite zeigt die Symbole der Familie Dieuamy, den weltlichen Herren von Vittoncourt.
Durch den Frankfurter Frieden vom 10. Mai 1871 kam das Gebiet von Frankreich an Deutschland, und das Dorf wurde dem Kreis Bolchen im Bezirk Lothringen des Reichslandes Elsaß-Lothringen zugeordnet. Französisch blieb aber Amts- und Umgangssprache. Die Dorfbewohner betrieben Getreide-, Tabak- und Futterpflanzenbau.
Nach dem Ersten Weltkrieg musste die Region aufgrund der Bestimmungen des Versailler Vertrags 1919 an Frankreich abgetreten werden. Im Zweiten Weltkrieg war die Region von der deutschen Wehrmacht besetzt, und die Gemeinde stand bis 1944 unter deutscher Verwaltung.
Der Ort trug 1915–1919 den Namen Wittenhofen und 1940–1944 Wittenhofen an der Nied.

### Bevölkerungsentwicklung
| Jahr      | 1962 | 1968 | 1975 | 1982 | 1990 | 1999 | 2007 | 2019 |
| Einwohner | 274  | 264  | 256  | 259  | 282  | 283  | 376  | 382  |

## Sehenswürdigkeiten
- Kirche St. Grégoire-1er
- Kapelle Notre-Dame, mit Wandmalereien,[1]  Ortsteil Faux en Forêt

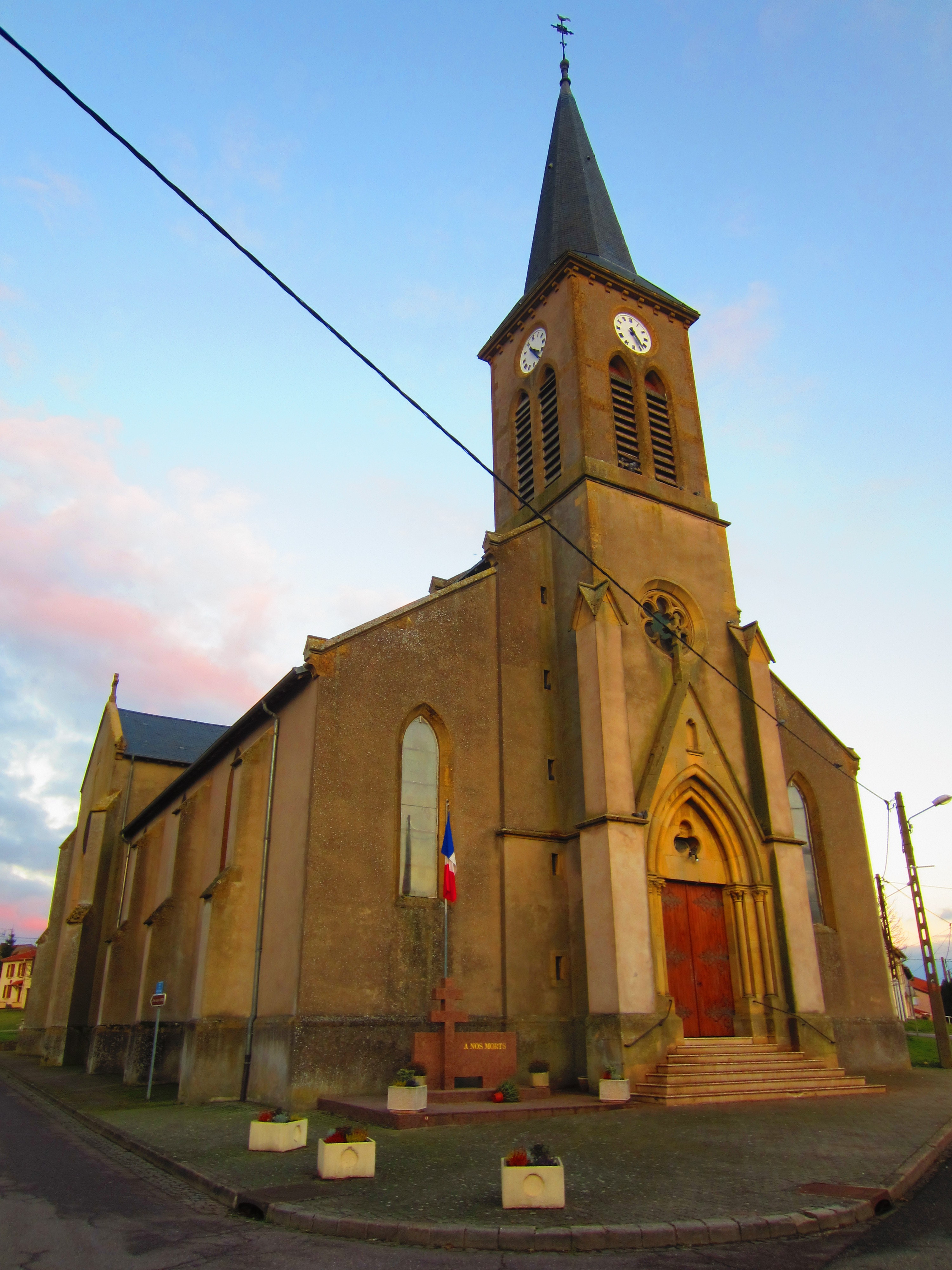
Kirche St. Grégoire-Ier
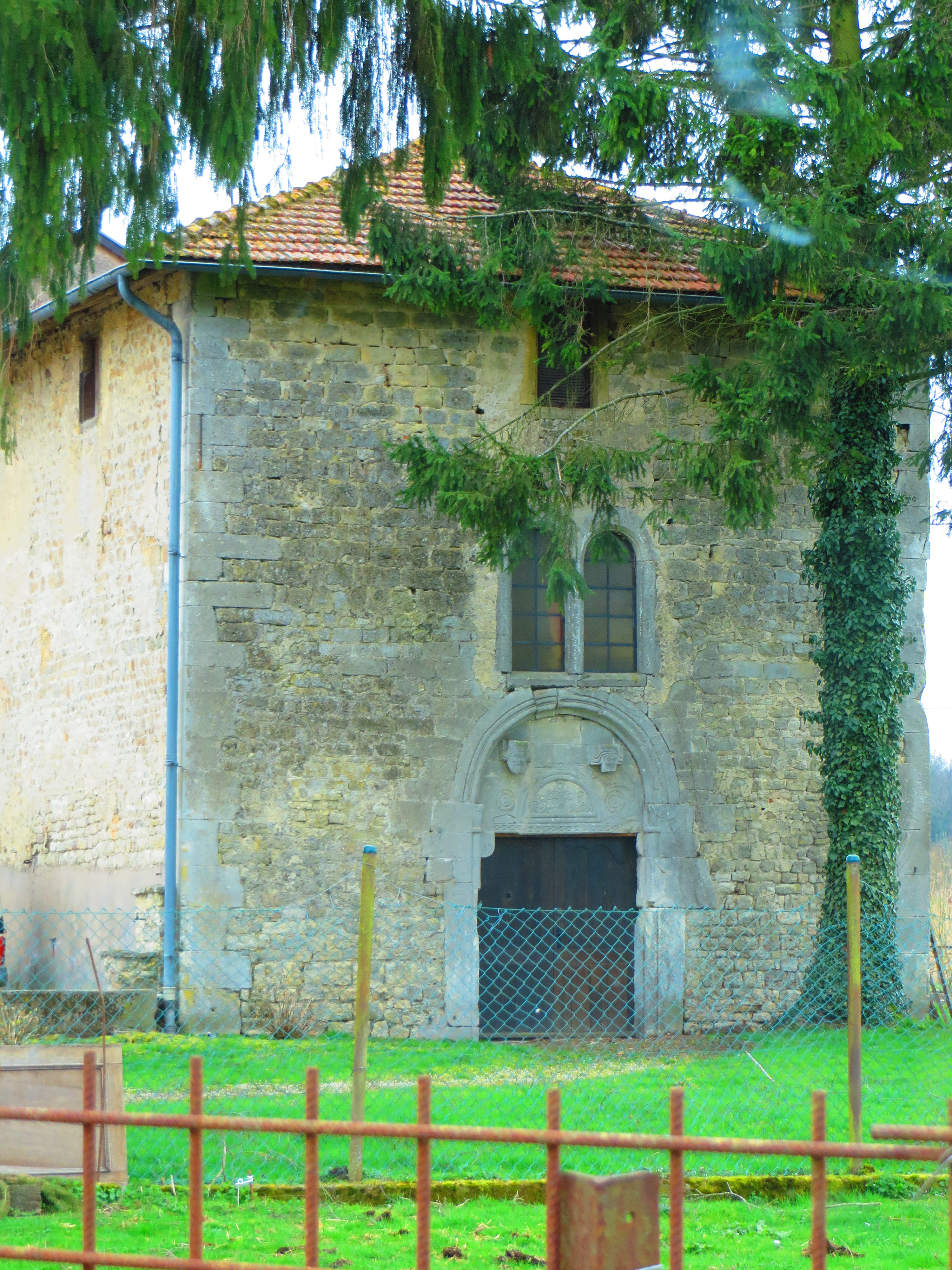
Kapelle Notre-Dame in Faux en Forêt

## Belege
1. 1 2 3 4  Eugen H. Th. Huhn: Deutsch-Lothringen. Landes-, Volks- und Ortskunde, Stuttgart 1875,  S. 372 google-books.com.
2. ↑  Wappenbeschreibung auf genealogie-lorraine.fr (französisch)